# Đào Văn Bình

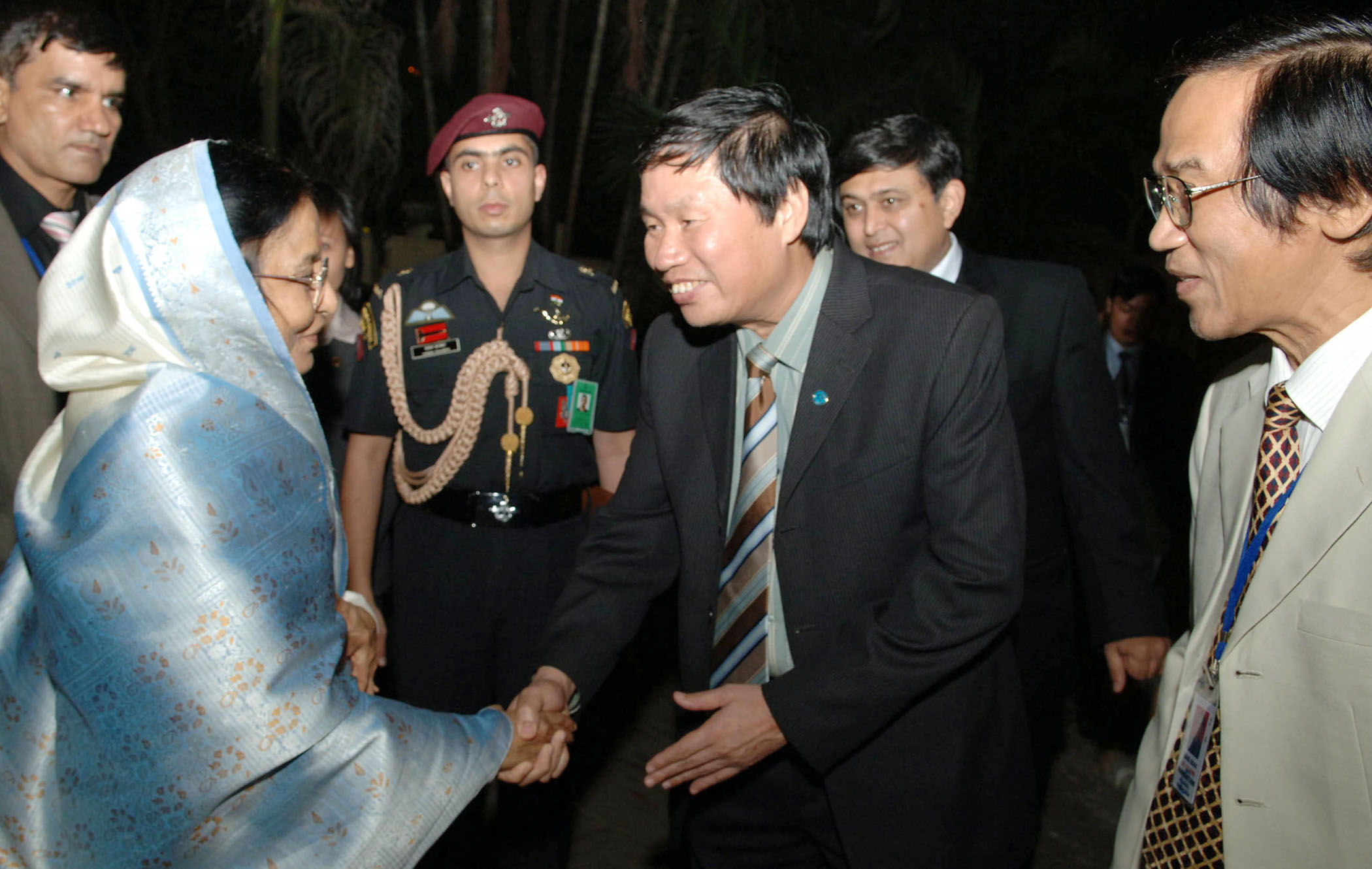
Tổng thống Ấn Độ Pratibha Patil và Đào Văn Bình

Đào Văn Bình là đại biểu quốc hội Việt Nam khoá XIII. Khi trúng cử thì ông là Ủy viên Ban thường vụ Thành ủy Hà nội, Phó Chủ tịch Ủy ban Trung ương Mặt trận Tổ quốc Việt Nam, Chủ tịch Ủy ban Mặt trận Tổ quốc Việt Nam thành phố Hà Nội. Ông trúng cử với tỷ lệ phiếu là 74,23 phần trăm. Ông ở đoàn đại biểu quốc hội Hà Nội, từng là Phó Chủ tịch Ủy ban nhân dân tỉnh Hà Tây.

## Tiểu sử
Đào Văn Bình sinh ngày 11 tháng 11 năm 1956, người Kinh, không theo tôn giáo nào. Ông có quê quán tại xã Tam Hiệp, huyện Phúc Thọ, tỉnh Hà Tây (nay thuộc Hà Nội).
Ông có trình độ cử nhân luật, cử nhân vật lý đại học sư phạm, cử nhân chính trị.
Ông là đảng viên Đảng Cộng sản Việt Nam từ ngày 17 tháng 12 năm 1981.
Ông có chứng chỉ Cao cấp lý luận chính trị của đảng cộng sản.
Ông nguyên là Đại biểu Hội đồng nhân dân thành phố Hà Nội, Ủy viên Ban thường vụ Thành ủy thành phố Hà Nội, Phó Chủ tịch Ủy ban Trung ương Mặt trận Tổ quốc Việt Nam, Chủ tịch Ủy ban Mặt trận Tổ quốc Việt Nam thành phố Hà Nội, Đại biểu Quốc hội Việt Nam khóa 13 thành phố Hà Nội.